# Kanturk Castle
Kanturk Castle (irisch Caisleán Cheann Toirc) ist ein festes Haus im Süden der Stadt Kanturk im Nordwestteil des irischen County Cork, das von den Einwohnern der Stadt auch als „Old Court“ bezeichnet wird. MacDonagh McCarthy ließ es um das Jahr 1601 als Verteidigungsbauwerk gegen die Engländer errichten.
Das Haus im Tudorstil bestand aus Kalkbruchstein, war vier Stockwerke hoch und bedeckte eine Grundfläche von 28 Meter × 11 Meter. An den Ecken hatte es vier fünfstöckige Türme, die bis zu einer Höhe von 29 Meter aufragten. Der Sage nach wurde die Burg nie fertiggestellt, da das Gerücht von ihrem Bau das Privy Council in England erreichte. Dieses wies MacDonagh an, den Bau einzustellen, da die Mitglieder des Council befürchteten, die Burg könnte als Operationsbasis für Angriffe auf englische Siedler dienen. MacDonagh war angeblich über diese Nachricht so erzürnt, dass er die blauen Keramikziegel für das Dach zerschlug und in einen nahegelegenen Bach warf. Dieser Bach wurde dann Bluepool Stream genannt, weil die Reste der Ziegel im Wasser zu sehen waren.
Wegen seiner historischen und architektonischen Bedeutung gehört Kanturk Castle dem An Taisce (National Trust von Irland) und ist als National Monument gelistet.